# گردنه گران کلمبیه
گردنه گران کلمبیه (به ارتفاع ۱۵۰۱ متر) یکی از گردنه‌های کوهستان ژورا در فرانسه است.
این گردنه در منتهی‌الیه جنوبی ژورا در ماسیف گران کلمبیه قرار دارد و به همراه گردنه شازرال، مرتفع‌ترین گردنه ژورا است. گردنه گران کلمبیه بین گران کلمبیه (به ارتفاع ۱۵۳۱ متر) و کروا دو کلمبیه (به ارتفاع ۱۵۲۵ متر) واقع شده است.

## رقابت دوچرخه سواری

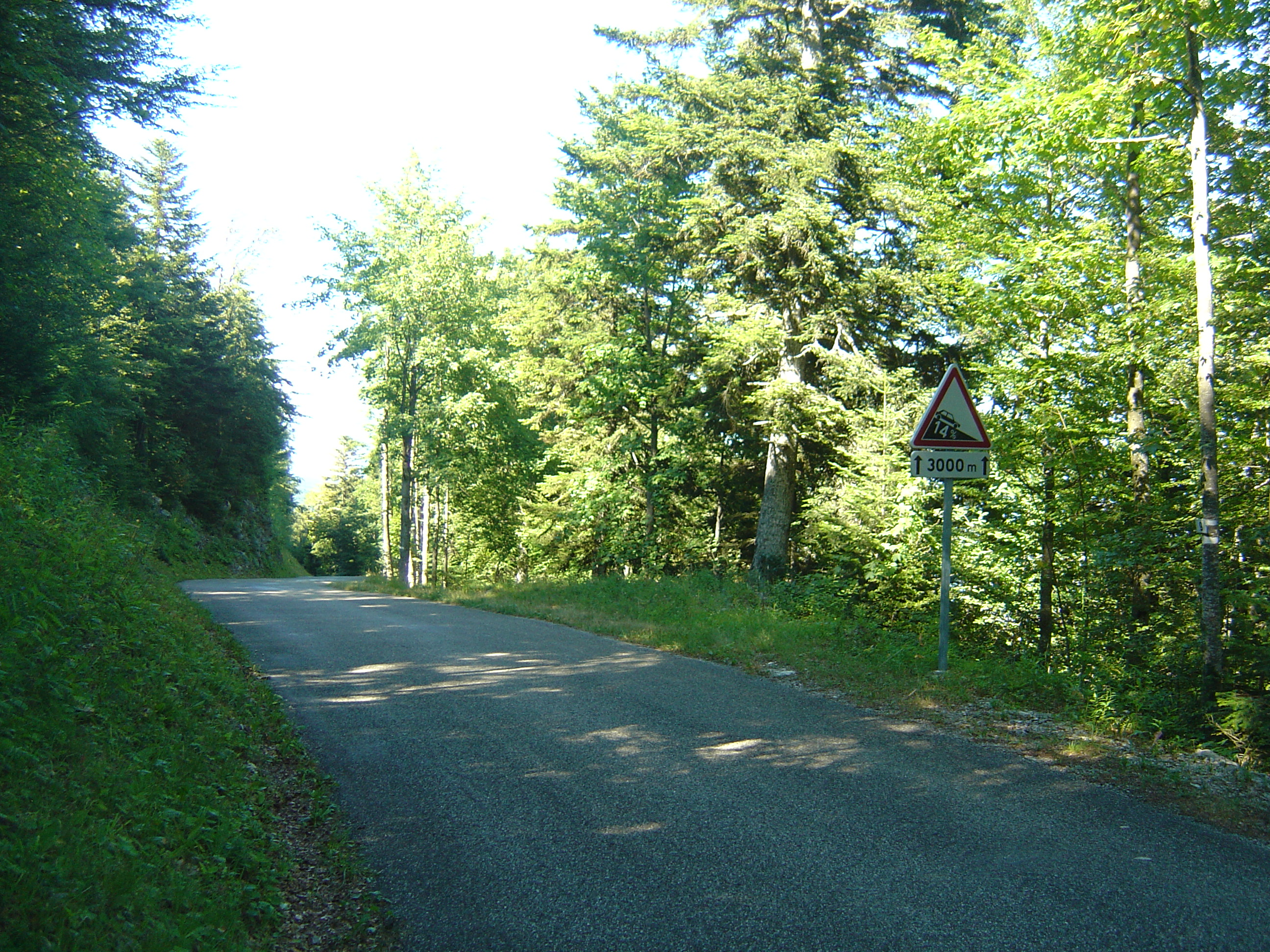
صعود به کلمبیه از سمت شرق، با شیب ۱۴٪

گردنه گران کلمبیه یکی از سخت‌ترین گردنه‌های فرانسه است که شیب آن از آرتمار به ویریو-لو-پوتی به بیش از ۲۰٪ هم می‌رسد. این گردنه بارها در مسابقات دوچرخه سواری مورد استفاده قرار گرفته است و یکی از اجزای همیشگی تور ان است. در کریتریوم دوفینه و تور آونیر نیز مکرراً گنجانده شده است.
طول سربالایی از کولوز در جنوب، ۱۸٫۳ کیلومتر و افزایش ارتفاع آن ۱۲۵۵ متر است. شیب متوسط مسیر ۶٫۹٪ است که در برخی بخش‌ها به ۱۲٪ هم می‌رسد. این سربالایی در مرحله پنجم کریتریوم دوفینه ۲۰۱۲ و مرحله دهم تور دو فرانس ۲۰۱۲ استفاده شده است.
همچنین می‌توان از آنگلفر در شرق، به گردنه دسترسی یافت. طول این مسیر ۱۵٫۲ کیلومتر و افزایش ارتفاع آن ۱۲۰۵ متر با شیب متوسط ۷٫۹٪ است.

### تور دو فرانس
نخستین بار در مرحله دهم تور دو فرانس ۲۰۱۲ این گردنه در مسیر تور دو فرانس گنجانده شد و سختی آن، درجه استثنایی تعریف شد. توما ووکلر نخستین کسی بود که به بالای سربالایی رسید و در بلگارد-سور-والزرین، برنده مرحله شد.